# Cada vez cadáver Tour
Cada vez cadáver Tour fue la sexta gran gira nacional de la banda española Fito & Fitipaldis, en promoción de su séptimo álbum de estudio, Cada vez cadáver, lanzado en octubre de 2021. La gira comenzó el 18 de marzo en el Coliseum de La Coruña y culminó el 23 de julio en el Palacio de Deportes de Santander

## Descripción general

### Antecedentes
Con una puesta en escena renovada, un repertorio que repasaba toda su carrera y colaboraciones especiales en varias fechas, el tour fue un gran éxito de público y crítica, con más de 300.000 asistentes a lo largo de 27 conciertos en grandes recintos de toda España.
La gira tuvo como banda invitada a Morgan, quienes abrieron todos los conciertos y recibieron elogios tanto del público como de la prensa especializada.

### Concierto en San Mamés
El 11 de junio de 2022, Fito ofrecieron un concierto histórico en el Estadio de San Mamés de Bilbao. Más de 46.000 personas asistieron al evento, que fue retransmitido en directo por RTVE, Radio 3, RTVE Play y ETB. El concierto incluyó apariciones especiales de Leiva, Dani Martín, Tarque e Iñaki “Uoho” Antón.

### Recepción
La gira fue un éxito rotundo, con entradas agotadas en múltiples fechas y una asistencia total que superó las 300,000 personas, siendo el artista español con más público en 2022 por delante de Rosalía, Manuel Carrasco o Serrat. En Madrid, Fito & Fitipaldis ofrecieron dos conciertos consecutivos en el WiZink Center, reuniendo a más de 15,000 personas en cada uno.

## Representantes
- Fito Cabrales – voz, guitarra
- Carlos Raya – guitarra
- Javier Alzola – saxofón
- Alejandro Climent "Boli" – bajo
- Coki Giménez – batería

## Repertorio
Aunque el repertorio varió ligeramente en cada ciudad, el setlist estándar de la gira incluyó clásicos del grupo junto a nuevas canciones del álbum Cada vez cadáver. A continuación se expone el repertorio del concierto celebrado en el San Mamés de Bilbao:
1. Intro
2. A Quemarropa
3. Lo que sobra de mi
4. Por la boca vive el pez
5. 18:41 Me equivocaría otra vez
6. Cielo hermético (con Dani Martin)
7. Whisky Barato
8. Las palabras arden
9. Todo a cien
10. Entre la espada y la pared
11. En el barro
12. A morir cantando
13. Quiero gritar (con Morgan)
14. Hay poco rock n´roll (con Uoho) (Versión de Platero y Tú)
15. El roce de tu cuerpo (con Uoho) (Versión de Platero y Tú)
16. Si me ves así
17. Viene y va (con Leiva)
18. Cada vez cadáver
19. Tarde o temprano (con Carlos Tarque)
20. La casa por el tejado
21. Antes de que cuente diez
22. Abrazado a la tristeza (con Nina de Juan)
23. Soldadito marinero
24. Entre dos mares
25. Acabo de llegar

## Fechas de la gira
| Fecha       | Ciudad                         | País   | Recinto                           | Ref.   |
| ----------- | ------------------------------ | ------ | --------------------------------- | ------ |
| 18 de marzo | La Coruña                      | España | Coliseum                          | [ 8 ]  |
| 19 de marzo | La Coruña                      | España | Coliseum                          | [ 8 ]  |
| 8 de abril  | Gijón                          | España | Palacio de Deportes Adolfo Suárez | [ 9 ]  |
| 9 de abril  | Gijón                          | España | Palacio de Deportes Adolfo Suárez | [ 9 ]  |
| 22 de abril | Zaragoza                       | España | Pabellón Príncipe Felipe          | [ 10 ] |
| 23 de abril | Pamplona                       | España | Navarra Arena                     | [ 11 ] |
| 29 de abril | Granada                        | España | Palacio Municipal de Deportes     | [ 12 ] |
| 30 de abril | Fuengirola                     | España | Marenostrum Fuengirola            | [ 13 ] |
| 6 de mayo   | Murcia                         | España | Recinto Ferial La Fica            | [ 14 ] |
| 7 de mayo   | Valencia                       | España | Auditorio Marina Sur              |        |
| 13 de mayo  | Madrid                         | España | WiZink Center                     | [ 15 ] |
| 14 de mayo  | Madrid                         | España | WiZink Center                     | [ 15 ] |
| 20 de mayo  | Alicante                       | España | Recinto Ferial Rabasa             | [ 14 ] |
| 21 de mayo  | Albacete                       | España | Plaza de Toros                    | [ 16 ] |
| 27 de mayo  | Córdoba                        | España | Plaza de Toros Los Califas        | [ 17 ] |
| 28 de mayo  | Sevilla                        | España | Estadio La Cartuja                | [ 18 ] |
| 4 de junio  | Barcelona                      | España | Palau Sant Jordi                  | [ 19 ] |
| 11 de junio | Bilbao                         | España | Estadio de San Mamés              | [ 20 ] |
| 17 de junio | Valladolid                     | España | Feria de Muestras                 | [ 21 ] |
| 18 de junio | Cáceres                        | España | Recinto Hípico                    | [ 22 ] |
| 15 de julio | Palma de Mallorca              | España | Son Fusteret                      | [ 23 ] |
| 24 de junio | San Miguel de Abona (Tenerife) | España | Golf del Sur                      | [ 24 ] |
| 25 de junio | Las Palmas de Gran Canaria     | España | Parque de Santa Catalina          | [ 24 ] |
| 2 de julio  | Madrid                         | España | WiZink Center                     | [ 25 ] |
| 22 de julio | Santander                      | España | Palacio de Deportes               | [ 26 ] |
| 23 de julio | Santander                      | España | Palacio de Deportes               | [ 26 ] |